# Flautista-do-tepui
Carriça-flautista ou flautista-do-tepui (Microcerculus ustulatus) é uma espécie de ave da família Troglodytidae.
Pode ser encontrada nos seguintes países: Brasil, Guiana e Venezuela.
Os seus habitats naturais são: regiões subtropicais ou tropicais húmidas de alta altitude.